# Sapporo Challenger 1986
Il Sapporo Challenger 1986 è stato un torneo di tennis facente parte della categoria ATP Challenger Series nell'ambito dell'ATP Challenger Series 1986. Il torneo si è giocato a Sapporo in Giappone dal 21 al 27 luglio 1986 su campi in cemento.

## Vincitori

### Singolare
Toru Yonezawa ha battuto in finale  Tsuyoshi Fukui con il punteggio di 6–0, 7–5

### Doppio
Shu-Wah Liu /  Ke-Qin Ma hanno battuto in finale  Tsuyoshi Fukui /  Nobuya Tamura con il punteggio di 7–5, 6–1